# Konglomerat (Gestein)

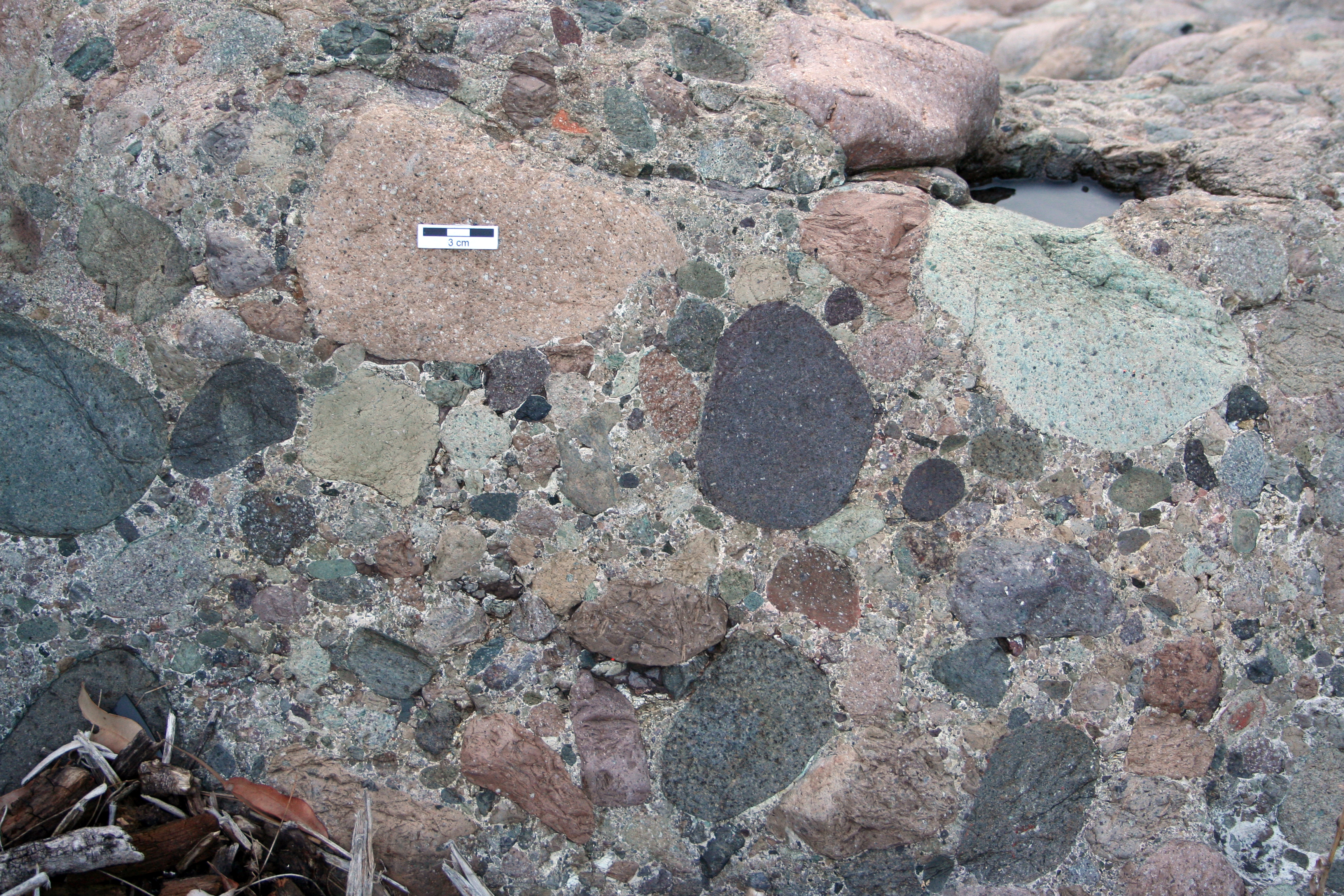
Polymiktes Konglomerat, klastengestützt. Woodton-Formation (Perm), New South Wales, Australien. Für solche „bunten“ Konglomerate existiert im englischen Sprachraum auch die Bezeichnung Puddingstone („Puddingstein“).

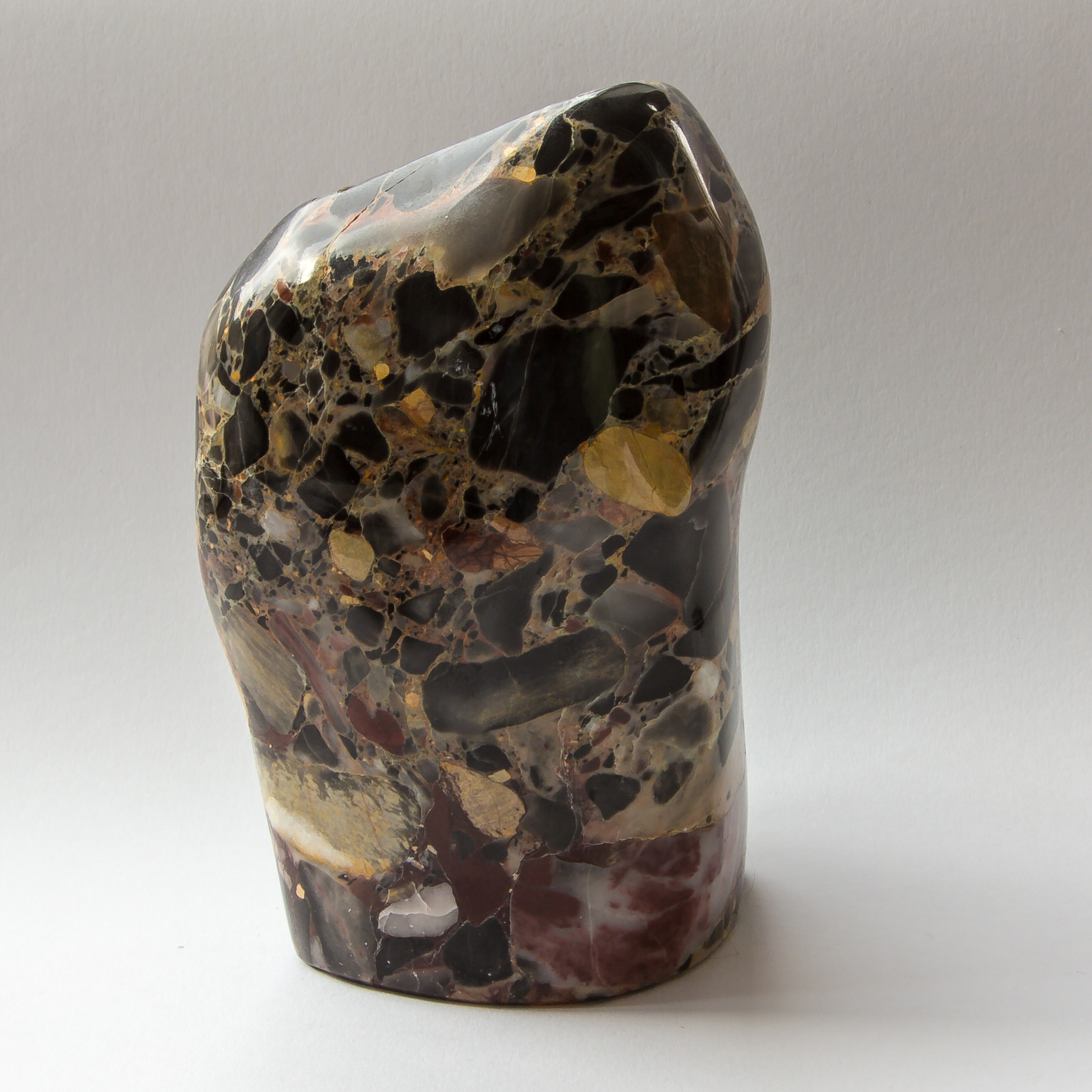
Kundler Konglomerat (Perm) aus der Kundler Klamm (Tirol)

Ein Konglomerat (lateinisch conglomerare „zusammenballen“) ist in der Geologie ein grobkörniges, klastisches Sedimentgestein, das aus mindestens 50 % gerundeten Komponenten (Kies oder Geröll) besteht, die durch eine feinkörnige Matrix verkittet sind. Sind die Bestandteile eckig, spricht man hingegen von einer Brekzie (oder auch Breccie).

## Alternativbezeichnungen
Konglomerate werden teilweise auch als Nagelfluh (siehe unten) und historisch als Pudding- oder Wurststein bezeichnet. Der Begriff Wurststein leitete sich von der Ähnlichkeit der Textur des Anschliffs eines Konglomerats mit der Textur einer angeschnittenen Blutwurst ab, (grobere Fleisch- und Speckstücke in einer dichten, optisch homogenen Grundmasse). Den gleichen Hintergrund hat die Bezeichnung Puddingstein. Sie ist aus dem Englischen entlehnt und bezieht sich auf die Ähnlichkeit zum britischen Pudding (vgl. insbesondere Blutpudding).

## Eigenschaften
Konglomerate entstehen entweder aus Ablagerungen von Flüssen hoher Transportleistung oder sie bilden sich an Erosionsküsten (Strandkonglomerate). Nach der diagenetischen Verfestigung dieser Gerölle entstehen Konglomerate. Die einzelnen Klasten der Konglomerate können aus unterschiedlichen Gesteinsarten bestehen, die im Herkunftsgebiet vorhanden sind. Angereichert haben sich aber vor allem widerstandsfähige Gesteine (z. B. Quarzite oder Gangquarze). Die Klastengröße übersteigt 2 mm; Einzelstücke sind in einem feineren, ausgehärteten Bindemittel (Matrix), meist aus Quarz oder Calcit, eingebettet. Im Alpenvorland ist das Bindemittel Kalziumkarbonat bei Konglomeraten und Brekzien weit verbreitet, aber auch Dolomit oder kieselige Bindemittel treten auf – mit kieseligem Bindemittel gebundene Quarze (Quarzkonglomerat) z. B. im Geotop Blockstrom Kaser Steinstuben bei Triftern.

## Vorkommen

### Allgemein
Konglomerate sind weltweit verbreitet. Man trifft sie prinzipiell in den gleichen Situationen wie Sandsteine an. Auf Grund der hohen Transportenergie, die für die Ablagerung von Geröllen nötig ist, sind sie aber deutlich seltener als Sandsteine. Auch treten Konglomerate in relativ ruhigen Ablagerungsgebieten (z. B. im Meer bei größerer Entfernung von der Küste oder in den Tiefländern der Kontinente) nicht auf. Ihr Vorkommen in marinen Ablagerungen ist daher ein Indiz für Küstennähe, auf Festländern ein Beleg für Gebirgsbildungsphasen.
Für Aufsehen sorgte der Nachweis von Konglomeraten auf dem Mars durch Aufnahmen von Curiosity, da man annimmt, dadurch den fluviatilen Transport der enthaltenen Gerölle nachweisen zu können.

### Vorkommen in Mitteleuropa
Konglomerate findet man am gesamten Alpenrand sowie an den Flüssen des Alpenvorlandes, u. a. in Deutschland auch am Südrand der Schwäbischen Alb (sogenannte Juranagelfluh), in der Nord-Eifel (Nideggen, Trias), im Thüringer Wald (Eisenach, Perm), im Südharz und im Kyffhäuser (jeweils Perm) sowie im Westharz und im Kellerwald (marine Konglomerate des Devons und Unterkarbons, im Kellerwald z. B. am Katzenstein bzw. in den Hembergen). Das Holzer Konglomerat ist ein äußerst hartes Vorkommen im saarländischen Karbon.
Die im nördlichen Alpenvorland vorkommenden, geologisch jungen Konglomerate werden als Nagelfluh bezeichnet, z. B. in den Allgäuer Nagelfluh-Schichtkämmen im Landkreis Oberallgäu, in den St. Galler Voralpen vor allem im unteren Toggenburg, im Töss- und Napfbergland, an Rossberg (Bergsturz von Goldau) und Rigi. Sie gehören geologisch meist zur Molasse, es sind jedoch auch jüngere Nagelfluh-Vorkommen bekannt (Teufelskeller bei Baden). Ganz junge Nagelfluhformationen sind auch aus den Schotterflächen der Eiszeiten (z. B. der Günz-Kaltzeit) entstanden, vor allem im Bereich der Endmoränen; dort wurde dieser Nagelfluh als einziger natürlicher Stein neben Kalktuff bis in die Mitte des 20. Jahrhunderts abgebaut und verwendet; eine Bestandsaufnahme für den Landkreis Altötting (Bayern) siehe unten.
Nagelfluh, scherzhaft auch als Herrgottsbeton bezeichnet, erinnert an schlecht sortierten bzw. gerüttelten Waschbeton: In einer verbackenen Masse sind mäßig gut abgerundete Gesteinsbrocken eingeschlossen, bei kurzem Flusstransport oder großen Maßen (bis 50 cm) auch mitunter kantig. In der Schweiz wird der harte Nagelfluh spaßeshalber auch „Appenzeller Granit“ genannt. Die relativ harten Ablagerungen sind oft steilstufig („fluh“ = schweizerisch für steilwandig). Im Verwitterungsprozess stehen die Gerölle als „Nägelköpfe“ aus dem Bindemittel (meistens ein mergeliges bis sandiges Kalkstein-Sediment) heraus.
In einigen geologischen Zonen der Österreichischen Zentralalpen sind Konglomerate hohen Alters aufgeschlossen, etwa der Konglomeratgneis am Ostrand des Tauernfensters an der penninisch-austroalpinen Deckengrenze. In den Westalpen finden sich permische Konglomerate in den Verrucano-Schichten. Ein wichtiger Aufschluss, der von Horace-Bénédict de Saussure beschrieben wurde, liegt in der Nähe der französischen Ortschaft Vallorcine.

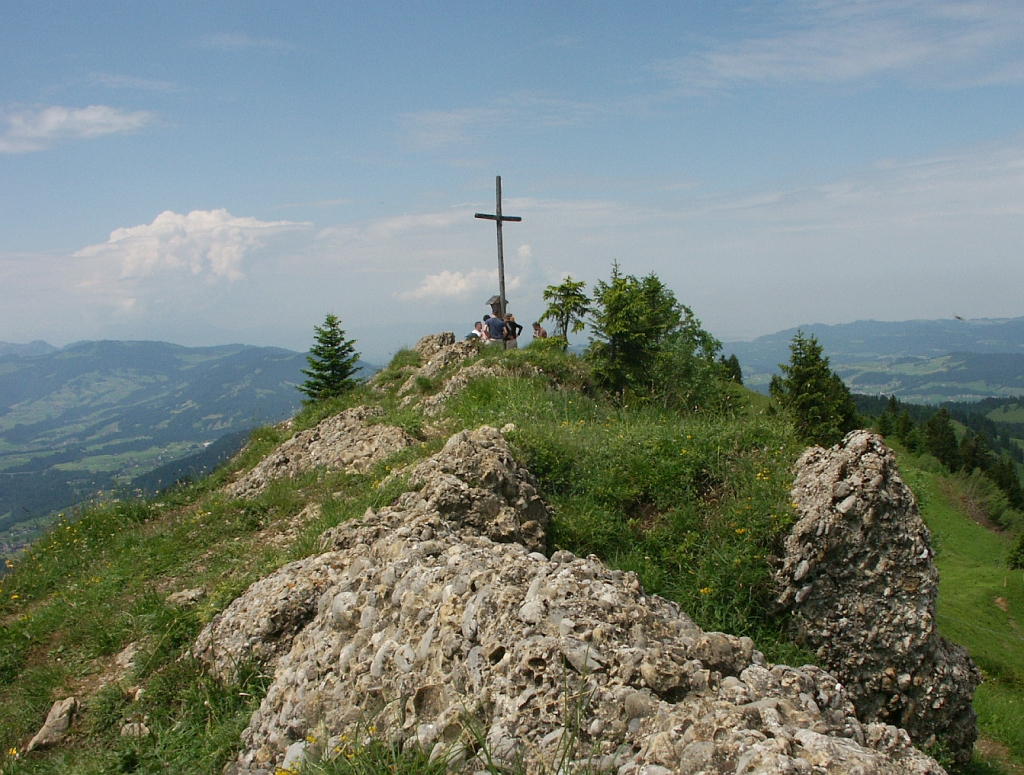
Nagelfluh am Hochhäderich, dem westlichsten Gipfel der Hochgratkette
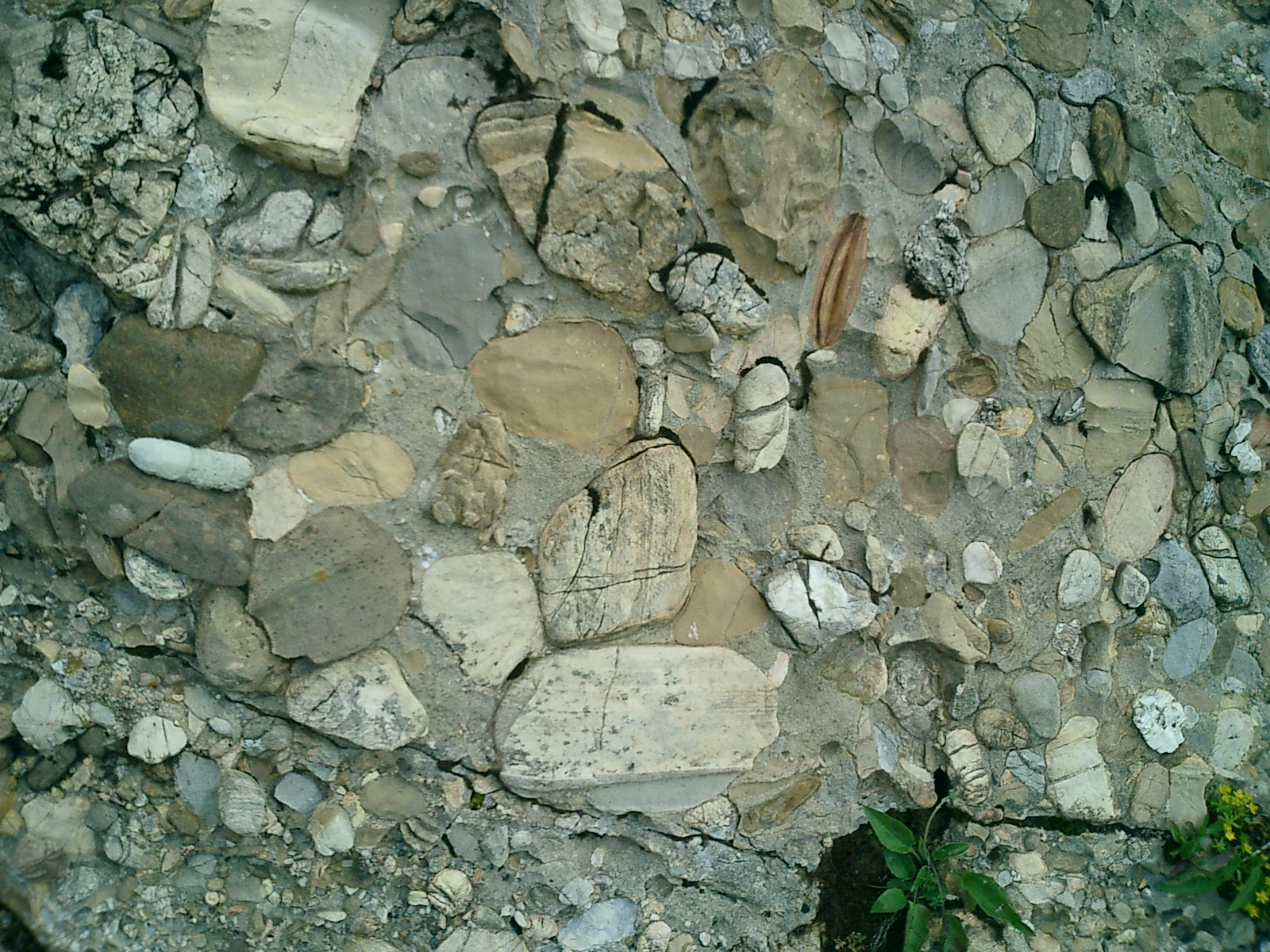
Konglomerat am Speer in den Schweizer Voralpen
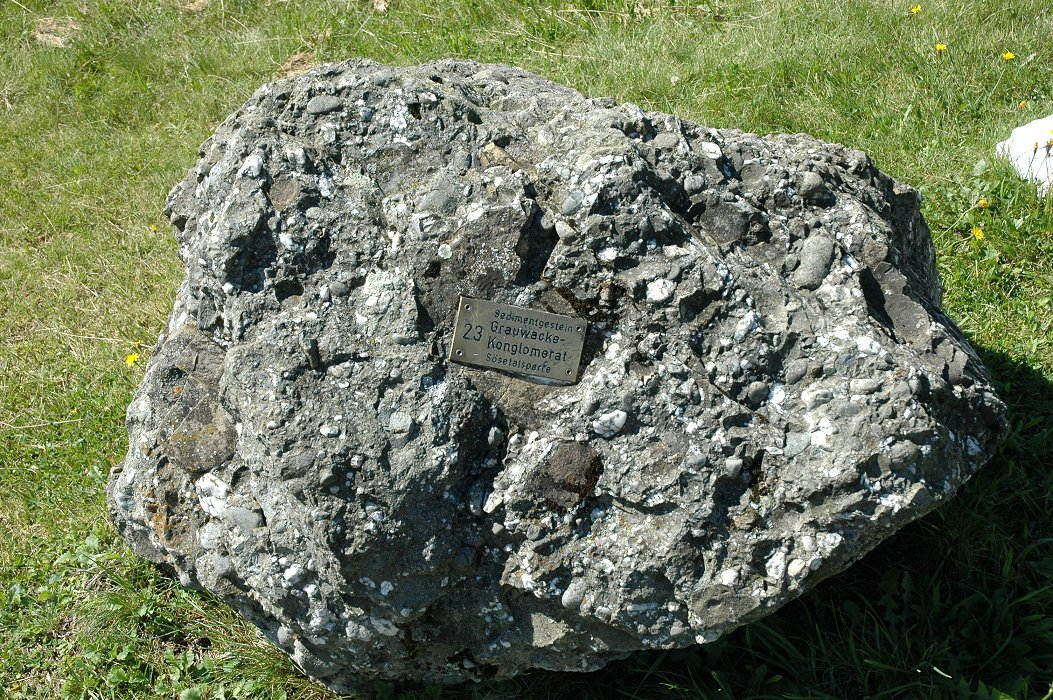
Grauwackekonglomerat aus dem Harz
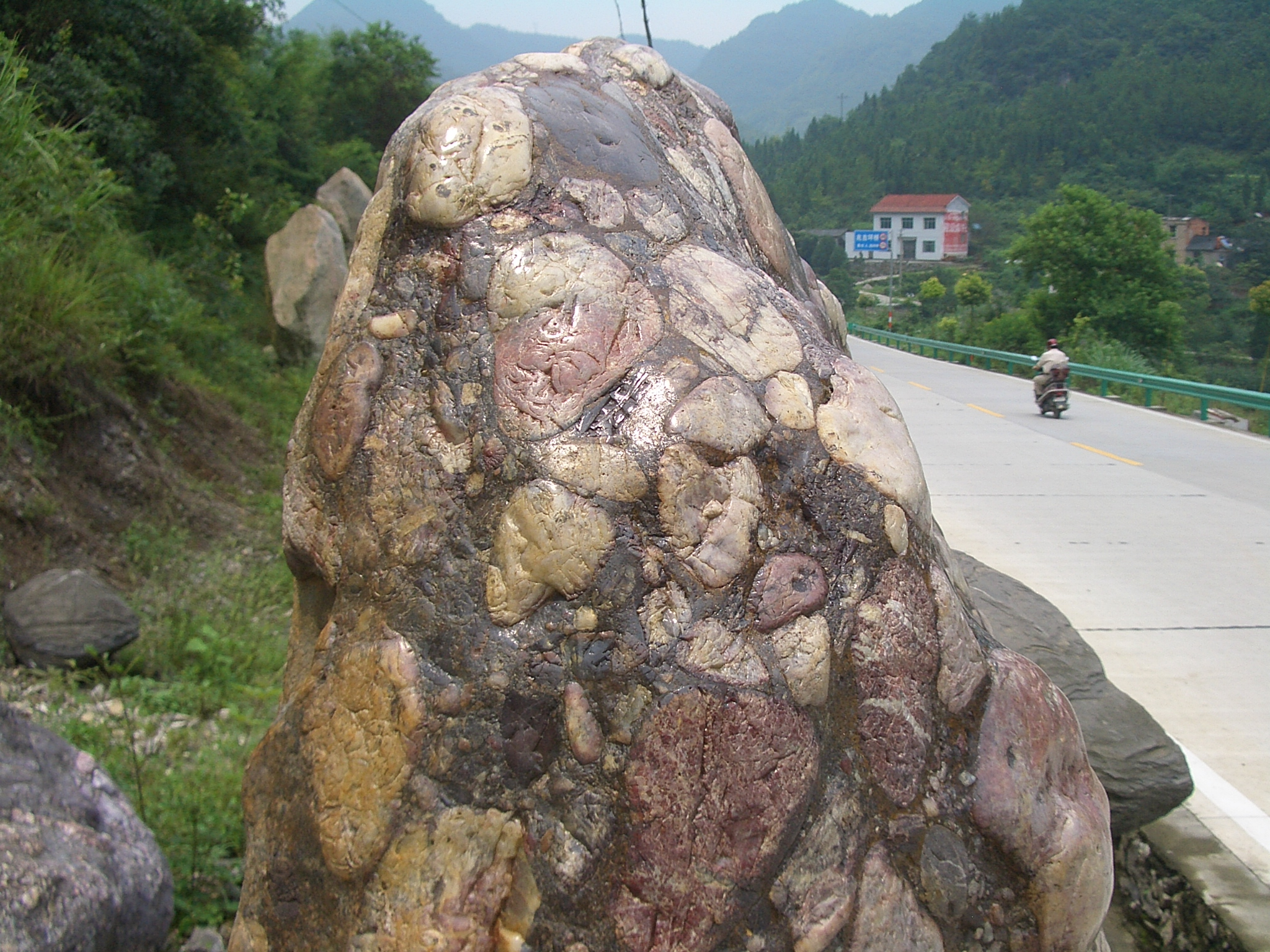
Konglomeratblock in China (Yiling)
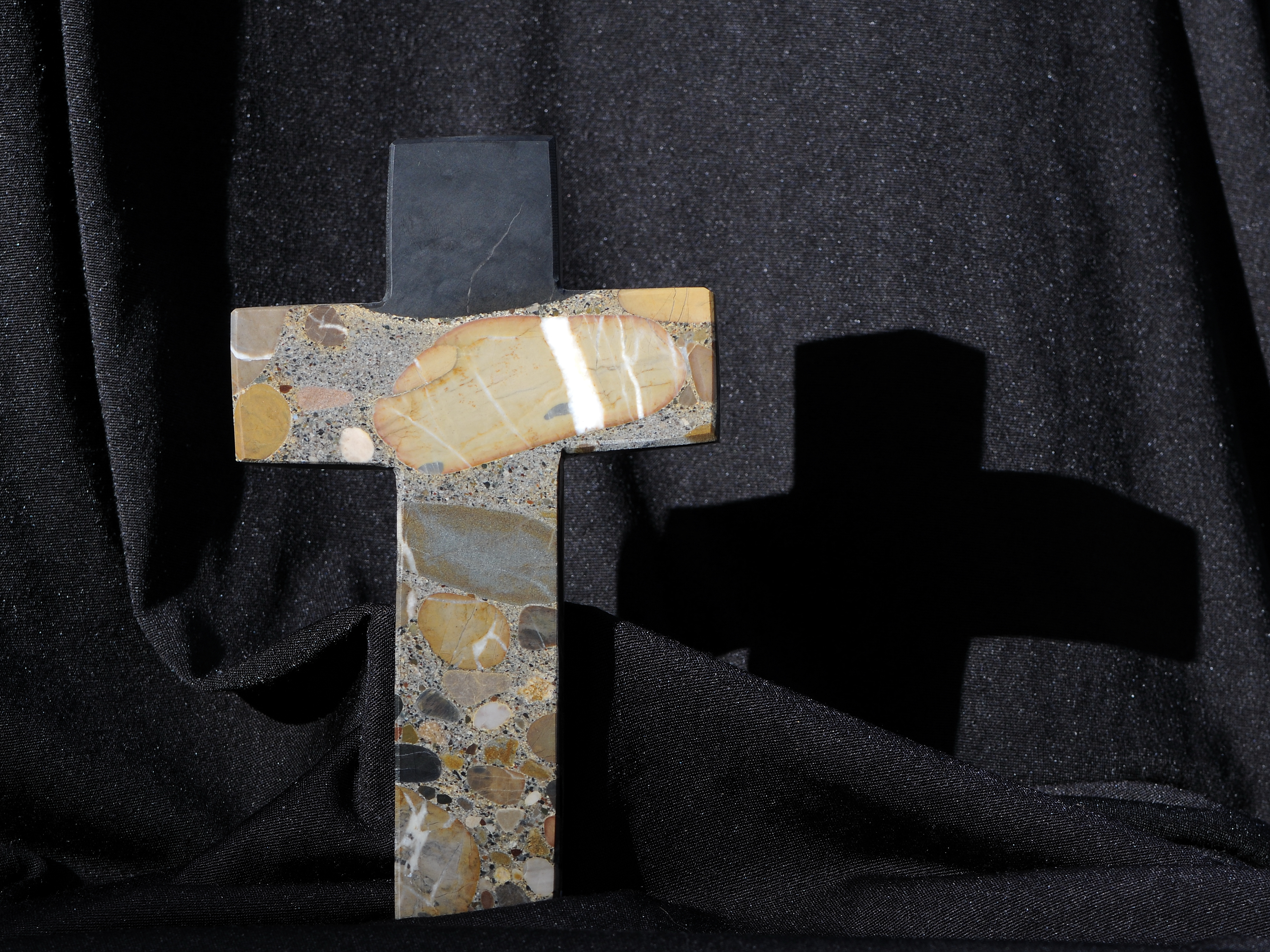
Kreuz aus bearbeitetem Konglomerat der Nagelfluh

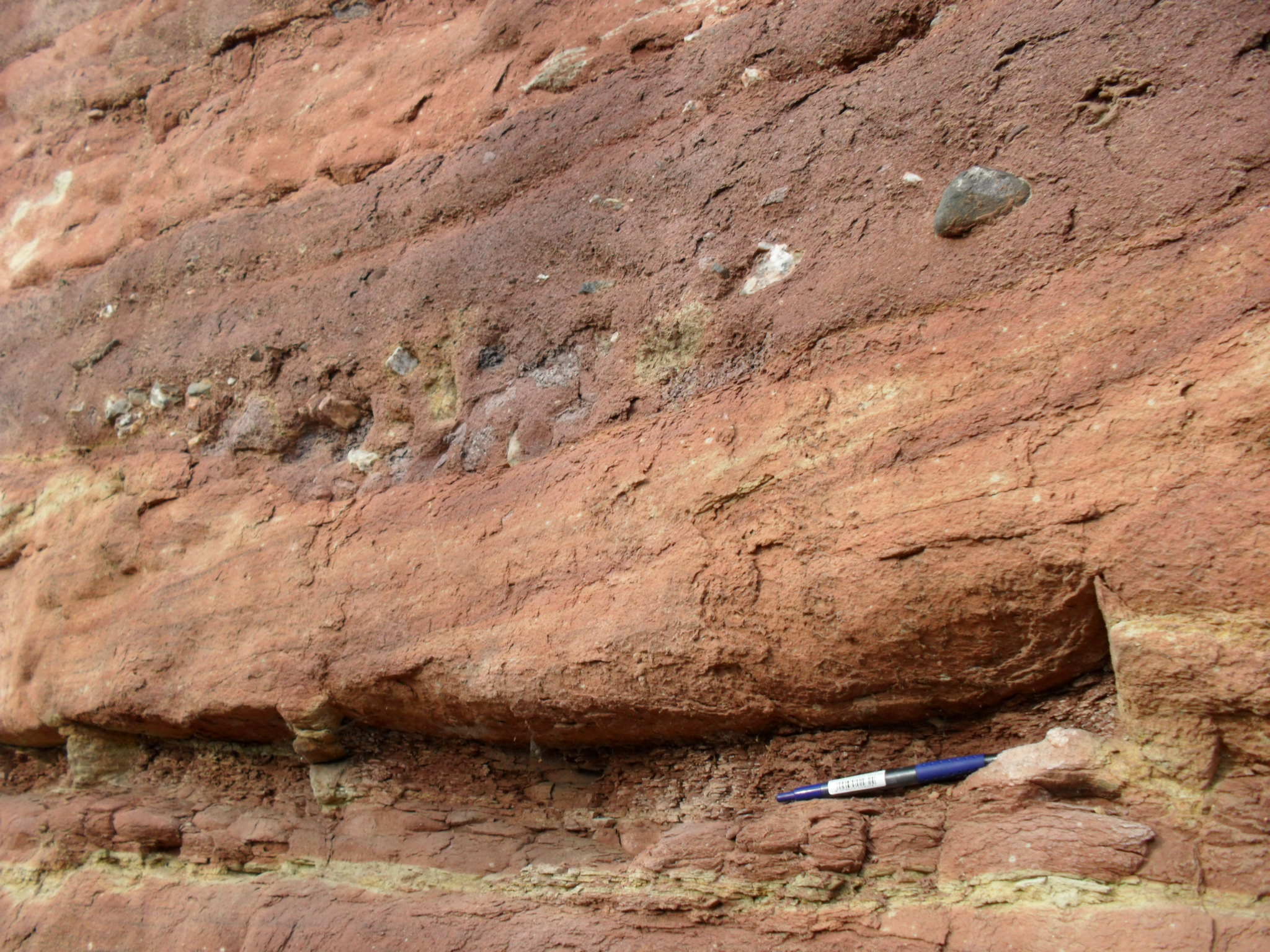
Konglomeratische Rinnenablagerung in einer Rotliegend-Abfolge (Perm) des Saar-Nahe-Beckens
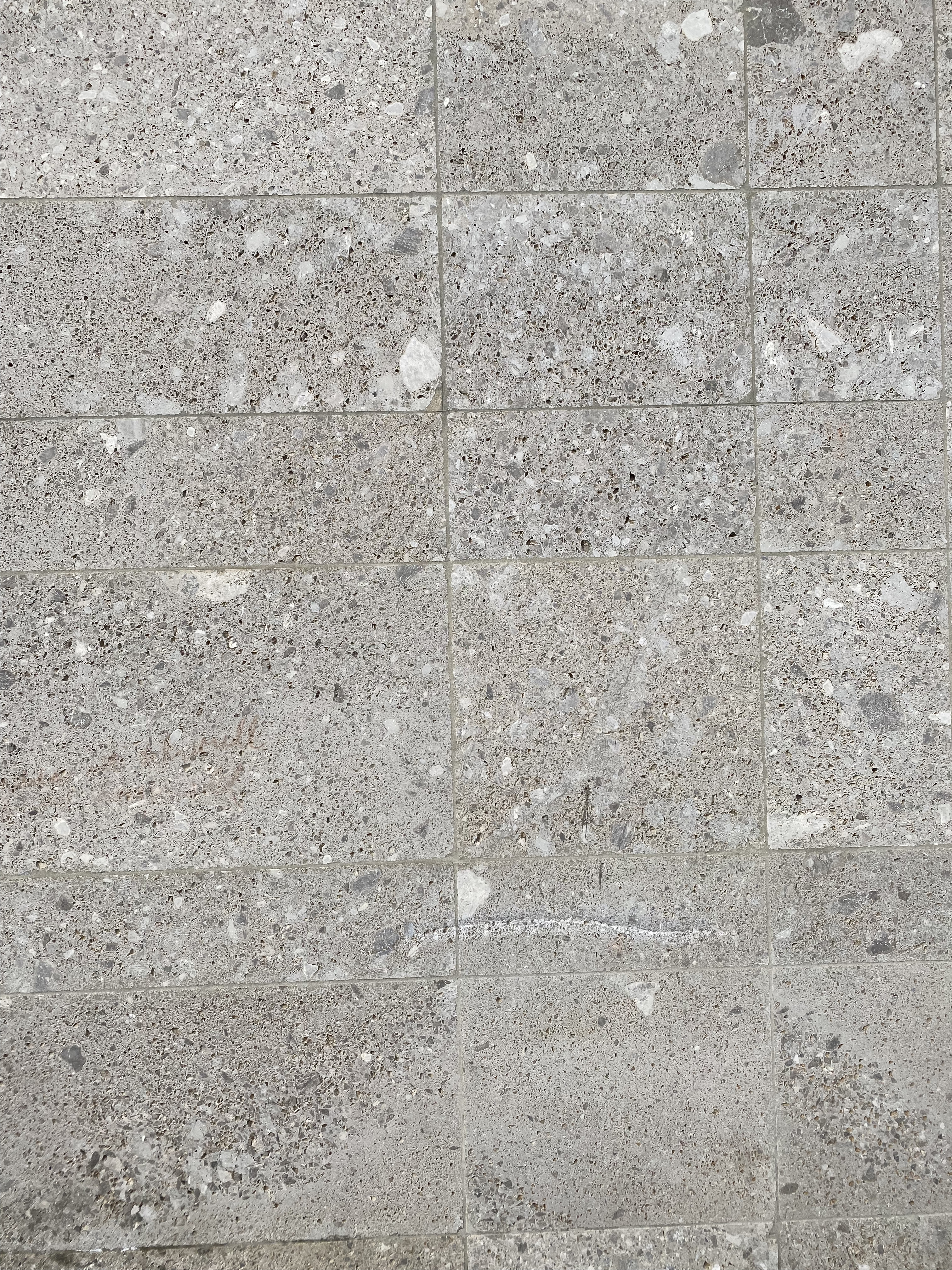
Verkleidung aus Nagelfluh an der Pfarrkirche „St. Josef“ in Altötting (1964–1967), vermutlich aus einem Steinbruch im Bereich des Hechenbergs (südöstlich von Altötting)
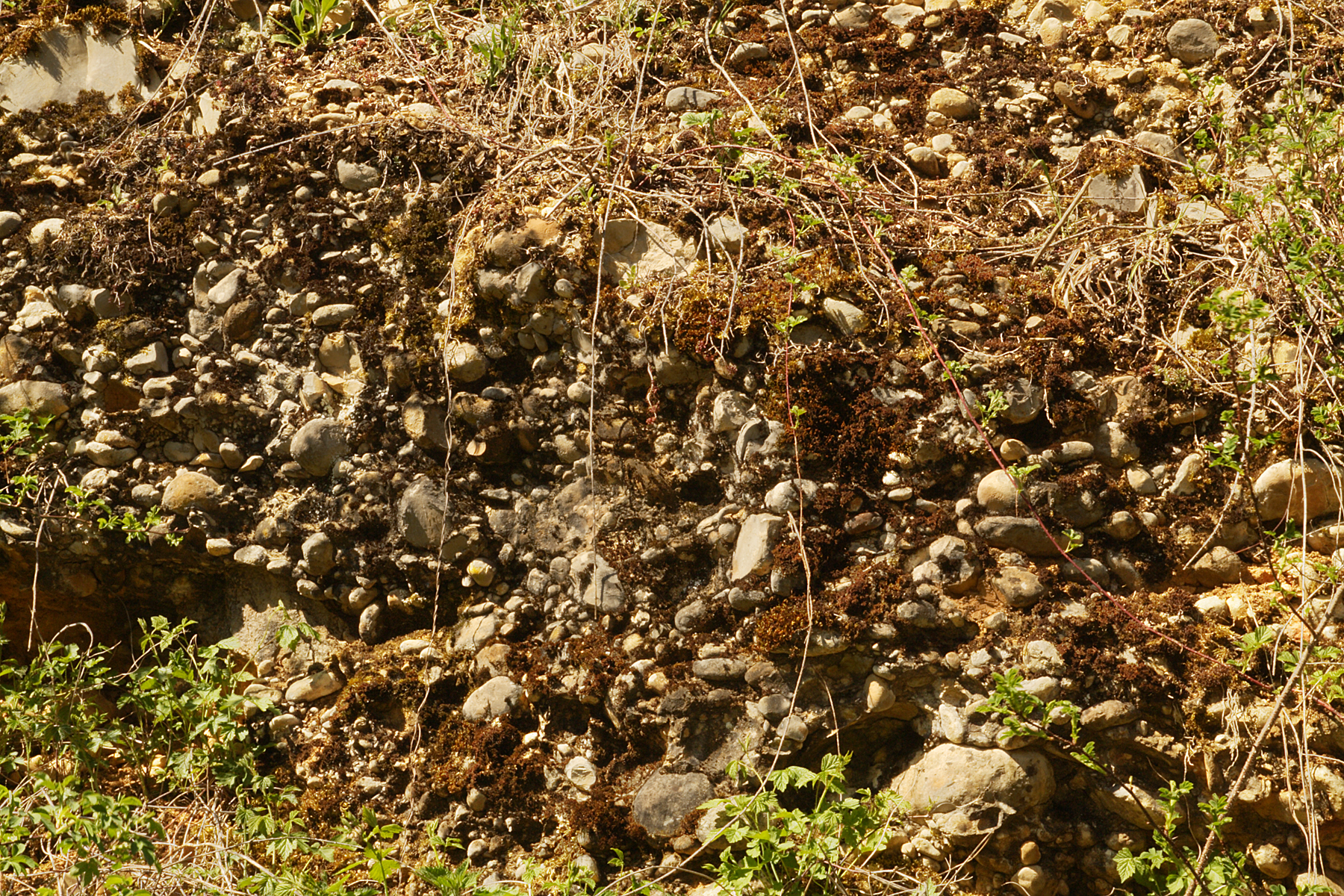
Stark bemooster Aufschluss der Jüngeren Juranagelfluh, schlecht sortiert, wohl gerundet, „Tengener Rinne“, Hegaualb, Schwäbische Alb
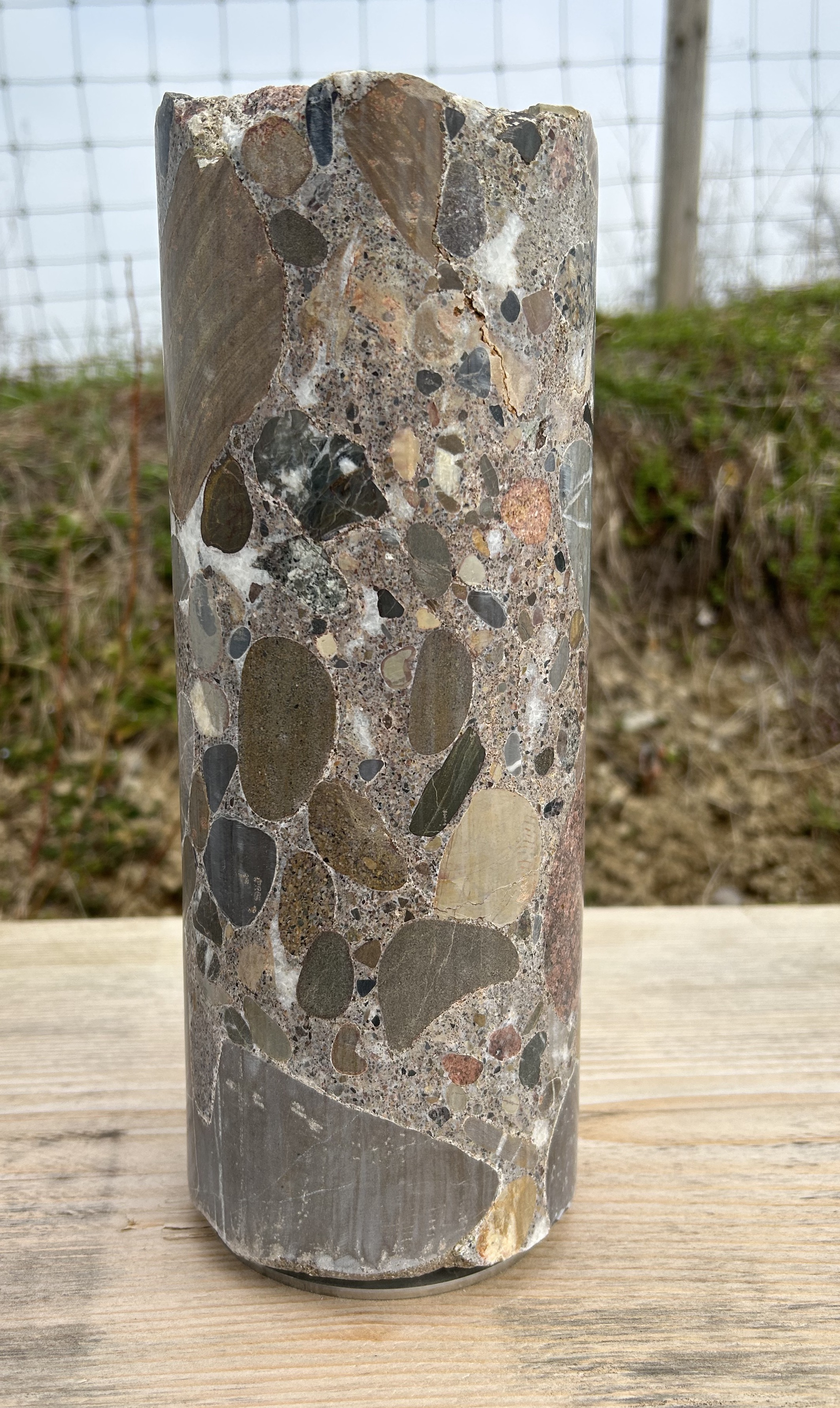
Nagelfluh-Bohrkern, Schweiz
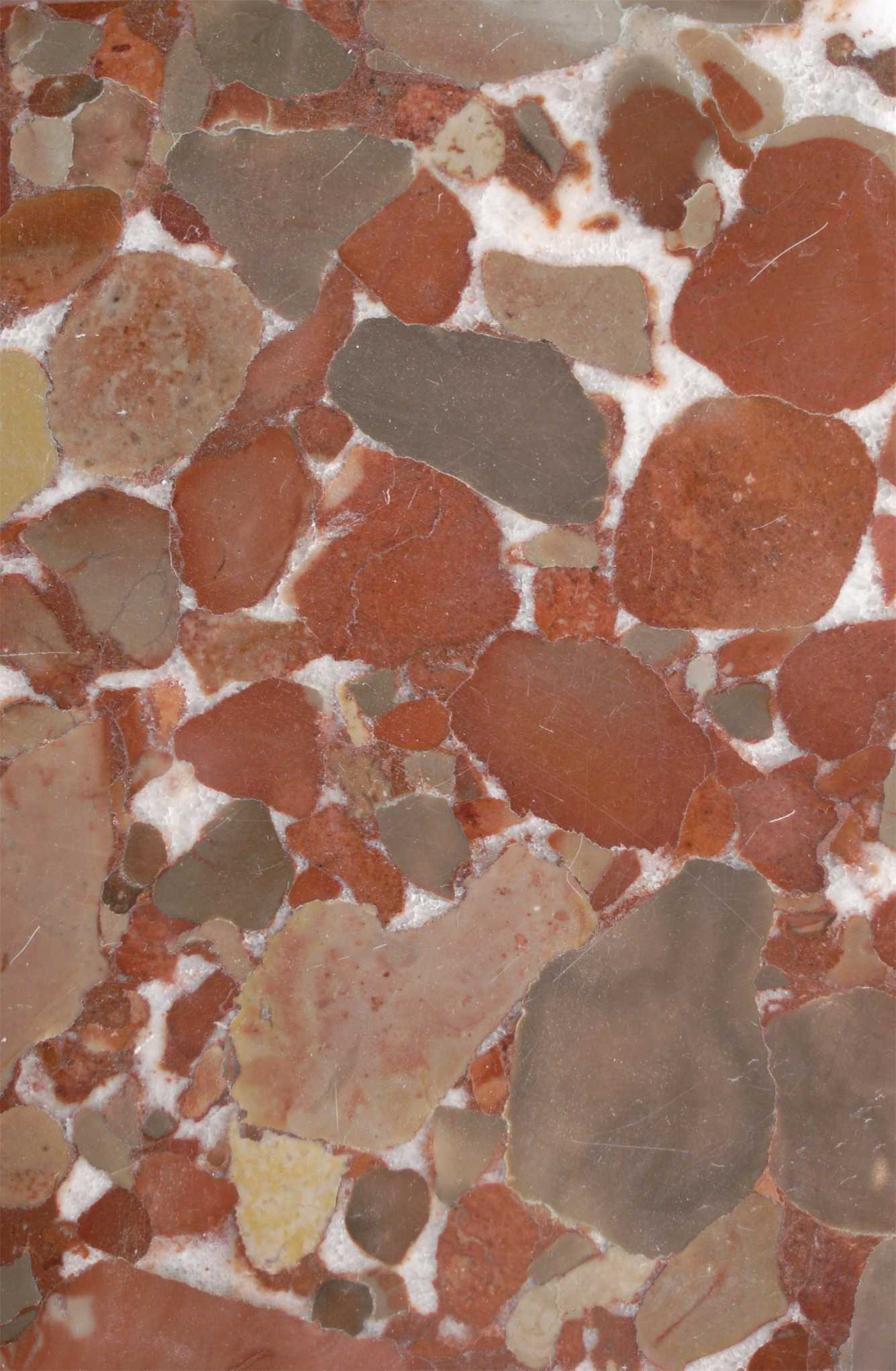
Calcitisches Konglomerat aus Bulgarien (Anschliff)
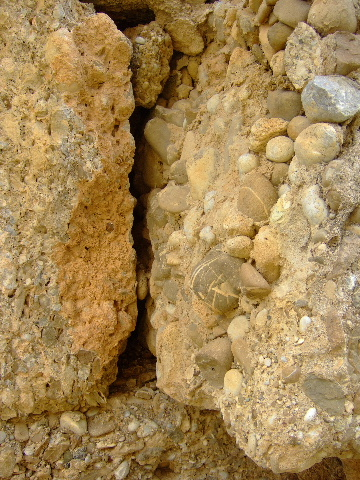
Konglomerat in Aspendos (Türkei)

#### Juranagelfluh
Im mittleren Südwestdeutschland schütteten wasserreiche Urflüsse Juranagelfluh genannte Sedimente, darunter auch Konglomerate, deren Gerölle vom Schwarzwald bzw. von der damals noch weiter nach Nordwesten reichenden Albtafel und deren nördlichen Vorland stammen. Diese Urflüsse mündeten in die Graupensandrinne (am Nordrand des Molassebeckens) und später in die entstehende Urdonau. Ober-oligozäne Ältere-Juranagelfluh-Gerölle sind nur am Nordrand des Hegaus erhalten. Die im Ober-Miozän geschütteten Jüngeren Juranagelfluhe sind zwischen dem Kanton Schaffhausen (vor allem aber im deutschen Hegau) und der östlichen Schwäbischen Alb (nördlich und südlich der heutigen Oberen Donau) nachgewiesen und auf geologischen Karten eingetragen.

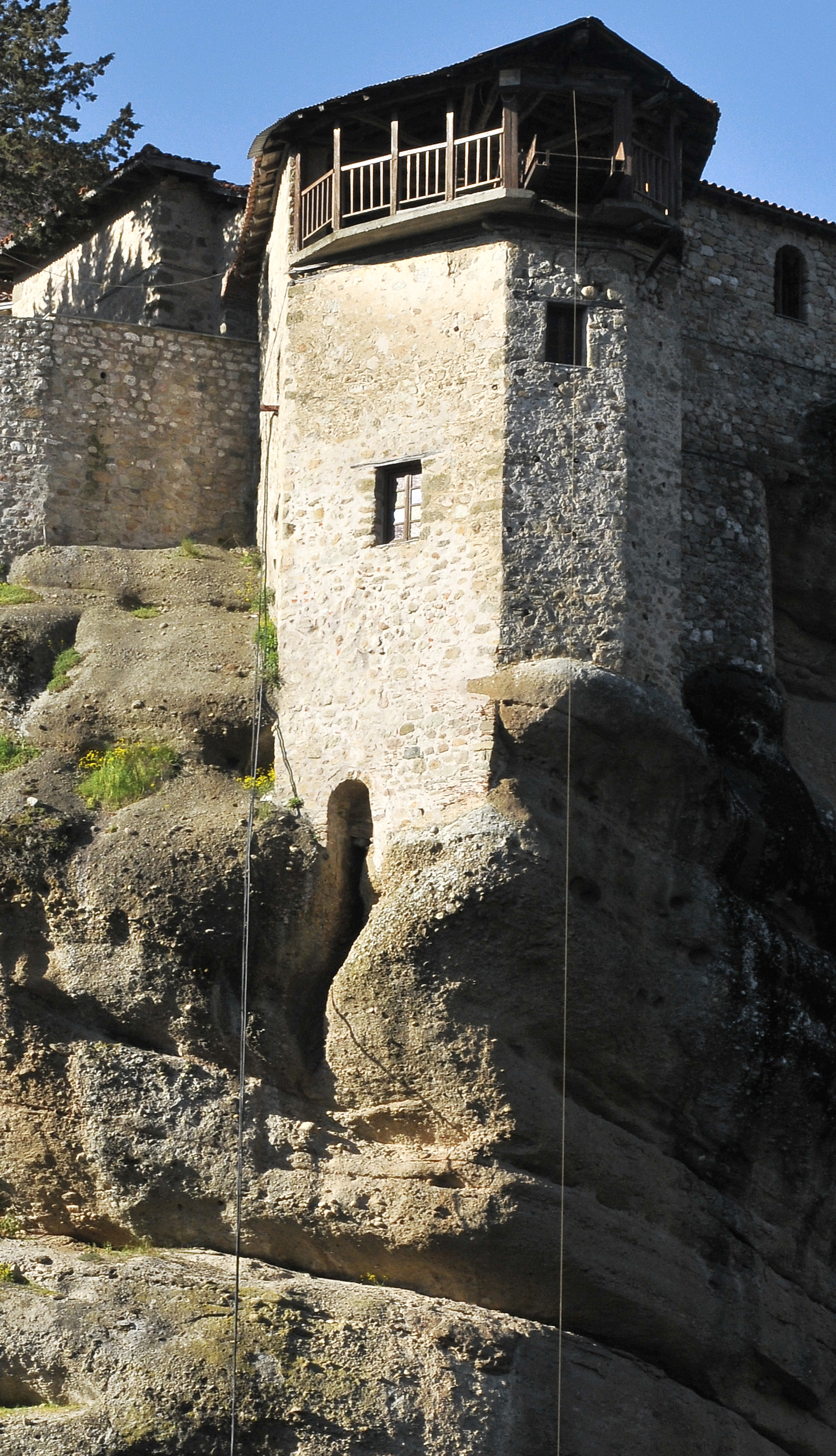
Die Meteoraklöster in Griechenland, gebaut auf und aus Konglomeratgestein

## Besondere Vorkommen
- Speer (Berg) – Europas höchster Nagelfluh-Berg